# Paul Benner
Paul Benner (* 7. November 1877 in Neuenburg; † 29. März 1953 ebenda) war ein Schweizer Dirigent, Organist und Komponist.

## Leben und Werk
Paul Benner wurde am 7. November 1877 in Neuenburg geboren. Sein Vater Karl Friedrich Benner stammte aus Öhringen (Baden-Württemberg, Deutschland), seine Mutter Anna Prysi aus Blumenstein im Kanton Bern. Paul Benner war zunächst Schüler des Komponisten Emile Lauber in Neuenburg. Er studierte dann von 1898 bis 1901 Komposition bei Iwan Knorr und Bernhard Scholz am Hoch’schen Konservatorium in Frankfurt am Main. Ab 1901 wirkte er als Organist am Temple du Bas in Neuenburg. Er hatte sich dort mit seinen Orgelimprovisationen einen Namen gemacht. Zudem war er Leiter der Société Chorale in Neuenburg und Yverdon-les-Bains sowie Lehrer für Komposition am Konservatorium in Neuenburg.
Paul Benner schrieb Chorwerke wie La Rédemption (1906), Requiem (1911), Les Poèmes de la Mer (1916), Le Baptême du Bourdon (1918), Liber apertus est (1923), Messe in D moll (1932), De la Harpe aux Cymbales (1938), Te Deum (1945). Außerdem schrieb er Chorsätze a cappella, Kammermusik und Lieder.